# Comme toi (bài hát của Jean-Jacques Goldman)
"Comme toi" (tạm dịch: "Cũng như con") là một bài hát/đĩa đơn của ca sĩ người Pháp Jean-Jacques Goldman, ra mắt vào năm 1983. Đây là đĩa đơn thứ hai được trích từ album Minoritaire của ông. "Comme toi" nhận được chứng nhận đĩa Vàng khi doanh số đạt mốc 500.000 bản trong năm đó. Ca khúc vượt lên đứng đầu các bảng xếp hạng và mang về cho Goldman giải "Diamant d’Or de la Chanson Francaise". "Comme toi" là một trong những bài hát của Goldman vẫn luôn vang vọng mãi trong tâm trí thính giả hâm mộ và vẫn được phát trên truyền thanh - truyền hình. Bài hát đã được đặt hai lời tiếng Việt khác nhau với tiêu đề "Về chốn thiên đường" và "Hãy đến với em".

## Hoàn cảnh sáng tác
"Comme toi" là bản nhạc trữ tình nhẹ nhàng hiếm hoi trong album Minoritaire đậm chất pop rock. Theo lời của Goldman - một người gốc Do Thái - thì ông viết ca khúc này dành cho cô con gái đầu lòng của mình tên Caroline, lấy cảm hứng từ nỗi niềm xúc cảm khi ông xem album ảnh của cha mẹ, thấy hiện hữu trong đó những gương mặt họ hàng đã thất lạc hoặc bỏ mạng tại những trại tập trung của Đức Quốc xã thời Thế chiến thứ hai.

## Nội dung
"Comme toi" có nội dung kể về cô bé 8 tuổi người Ba Lan tên Sarah. Chiến tranh phá tan tuổi thơ và mái ấm gia đình của Sarah, khiến giấc mơ về một cuộc sống bình thường của em không có lấy một tia hy vọng trở thành hiện thực. Ca khúc là lời nhắn nhủ của Goldman đến con gái Caroline: ""Cũng như con", Sarah có một tâm hồn non trẻ thuần khiết đầy khát vọng nhưng sóng gió cuộc đời nổi lên và Sarah không bao giờ chạm đến được tuổi xuân nồng đằm thắm."

## Phiên bản ngôn ngữ khác
Ca khúc "Comme toi" được dịch sang một số thứ tiếng khác như tiếng Anh ("As You Are"; "Calling You" do ca sĩ người Liban Grace Deeb thể hiện), tiếng Do Thái, tiếng Tây Ban Nha ("Como tu"), tiếng Trung Quốc ["散了吧", do ca sĩ Lâm Chí Huyền (林志炫) thể hiện] và tiếng Ý ("Come te"). Trong tiếng Việt, bài hát được dịch ra hai lời khác nhau dưới các nhan đề là "Về chốn thiên đường" (lời Lê Quang) và "Hãy đến với em". Ca sĩ Mỹ Tâm có thu âm bài "Về chốn thiên đường" trong album Ngày ấy & Bây giờ (2003) của cô.